# Hammarryggen
Der Hammarryggen (norwegisch für Hammergrat) ist ein Presseisrücken an der Prinzessin-Ragnhild-Küste des ostantarktischen Königin-Maud-Lands. Er ragt zwischen dem Muninisen und dem Jotneisen auf.
Wissenschaftler des Norwegischen Polarinstituts benannten ihn 2016. Namensgeber ist der Kriegshammer des Gottes Thor aus der nordischen Mythologie.